# Школско позориште на Варош капији
„Школско позориште на Варош капији” је југословенски ТВ филм из 1962. године. Режирао га је Душан Михаиловић а сценарио је написала Душица Манојловић.

## Улоге
| Глумац                | Улога |
| --------------------- | ----- |
| Михаило Миша Јанкетић |       |
| Милош Жутић           |       |